# G.O.A.T.
G.O.A.T., acrônico de Greatest of All Time ('Melhor de Todos Os Tempos, em português) é o oitavo álbum de estúdio do rapper norte-americano LL Cool J, lançado em 19 de Setembro de 2000. Foi o primeiro, e até hoje único álbum do cantor que conseguiu chegar ao topo da parada americana de álbuns, a Billboard 200. O disco vendeu 208.649 cópias na semana de lançamento. Possui de disco de ouro pela Record Industry Association of America, com mais de 817 mil cópias vendidas nos Estados Unidos.

## Lista de faixas
1. "Intro" (Produced by James "Bimmy" Antney)
2. "Imagine That" (featuring LeShaun)
3. "Back Where I Belong" (featuring Ja Rule)
4. "LL Cool J" (featuring Kandice Love)
5. "Take It Off" (Produced by Adam F)
6. "Skit"
7. "Forgetaboutit" (featuring DMX, Redman e Method Man)
8. "Farmers" (featuring Tikki Diamondz)
9. "This Is Us" (featuring Carl Thomas)
10. "Can't Think" (Produced by Ty Fyffe)
11. "Hello" (featuring Amil)
12. "You and Me (canção de LL Cool J)" (featuring Kelly Price)
13. "Homicide"
14. "U Can't Fuck With Me" (featuring Snoop Dogg, Xzibit e Jayo Felony)
15. "Queens Is" (featuring Prodigy)
16. "The G.O.A.T."
17. "Ill Bomb" (Bónus) (featuring Funkmaster Flex and Big Kap)
18. "M.I.S.S. I" (featuring Case) (Bónus)

## Desempenho nas tabelas musicais
| País — Tabela musical (2000)   | Melhor posição |
| ------------------------------ | -------------- |
| Estados Unidos — Billboard 200 | 1              |